# Comissão de Educação e Cultura do Senado Federal do Brasil
A Comissão de Educação e Cultura (CE) é uma comissão permanente da atividade legislativa do Senado Federal do Brasil. É formada por 21 senadores titulares e 21 suplentes, sendo presidida atualmente pela senadora Teresa Leitão (PT-PE).

## Atribuições
As atribuições vinculadas à Comissão de Educação e Cultura podem ser descritas por;
- Normas gerais sobre educação, cultura e ensino, instituições educativas e culturais, diretrizes e bases da educação nacional e salário-educação; (Redação dada pela Resolução nº 14, de 2023)

- Diversão e espetáculos públicos, criações artísticas, datas comemorativas e homenagens cívicas;
- Formação e aperfeiçoamento de recursos humanos;

## Composição da CE
A Comissão de Educação e Cultura atualmente é composta pela seguinte formação;
| Composição da Comissão de Constituição, Justiça e Cidadania do Senado Federal do Brasil (2025-2026) | Composição da Comissão de Constituição, Justiça e Cidadania do Senado Federal do Brasil (2025-2026) | Composição da Comissão de Constituição, Justiça e Cidadania do Senado Federal do Brasil (2025-2026) | Composição da Comissão de Constituição, Justiça e Cidadania do Senado Federal do Brasil (2025-2026) |
| Bloco Parlamentar Democracia (MDB, PSDB, PODE, UNIÃO)                                               | Bloco Parlamentar Democracia (MDB, PSDB, PODE, UNIÃO)                                               | Bloco Parlamentar Democracia (MDB, PSDB, PODE, UNIÃO)                                               | Bloco Parlamentar Democracia (MDB, PSDB, PODE, UNIÃO)                                               |
| Titulares                                                                                           | Partido (UF)                                                                                        | Suplentes                                                                                           | Partido (UF)                                                                                        |
| --------------------------------------------------------------------------------------------------- | --------------------------------------------------------------------------------------------------- | --------------------------------------------------------------------------------------------------- | --------------------------------------------------------------------------------------------------- |
| Confúcio Moura                                                                                      | MDB-RO                                                                                              | Ivete da Silveira                                                                                   | MDB-SC                                                                                              |
| Veneziano Vital                                                                                     | MDB-PB                                                                                              | Alan Rick                                                                                           | UNIÃO-AC                                                                                            |
| Dorinha Seabra                                                                                      | UNIÃO-TO                                                                                            | Marcelo Castro                                                                                      | MDB-PI                                                                                              |
| Alessandro Vieira                                                                                   | MDB-SE                                                                                              | | |
| | | | |
| Plínio Valério                                                                                      | PSDB-AM                                                                                             | | |
| Bloco Parlamentar da Resistência Democrática (PSB, PSD)                                             | | | |
| Titulares                                                                                           | Partido (UF)                                                                                        | Suplentes                                                                                           | Partido (UF)                                                                                        |
| Cid Gomes                                                                                           | PSB-CE                                                                                              | | |
| Jussara Lima                                                                                        | PSD-PI                                                                                              | Nelsinho Trad                                                                                       | PSD-MS                                                                                              |
| Vanderlan Cardoso                                                                                   | PSD-GO                                                                                              | Daniella Ribeiro                                                                                    | PP-PB                                                                                               |
| Zenaide Maia                                                                                        | PSD-RN                                                                                              | Sérgio Petecão                                                                                      | PSD-AC                                                                                              |
| Flávio Arns                                                                                         | PSB-PR                                                                                              | | |
| Bloco Parlamentar Vanguarda (PL, NOVO)                                                              | | | |
| Titulares                                                                                           | Partido (UF)                                                                                        | Suplentes                                                                                           | Partido (UF)                                                                                        |
| Marcos Pontes                                                                                       | PL-SP                                                                                               | Carlos Portinho                                                                                     | PL-RJ                                                                                               |
| Magno Malta                                                                                         | PL-ES                                                                                               | Eudócia Caldas                                                                                      | PL-AL                                                                                               |
| Izalci Lucas                                                                                        | PL-DF                                                                                               | Romário                                                                                             | PL-RJ                                                                                               |
| Wellington Fagundes                                                                                 | PL-MT                                                                                               | Rogério Marinho                                                                                     | PL-RN                                                                                               |
| Bloco Parlamentar Pelo Brasil (PDT, PT)                                                             | | | |
| Titulares                                                                                           | Partido (UF)                                                                                        | Suplentes                                                                                           | Partido (UF)                                                                                        |
| Teresa Leitão                                                                                       | PT-PE                                                                                               | Humberto Costa                                                                                      | PT-PE                                                                                               |
| Paulo Paim                                                                                          | PT-RS                                                                                               | Augusta Brito                                                                                       | PT-CE                                                                                               |
| | | Ana Paula Lobato                                                                                    | PDT-MA                                                                                              |
| Bloco Parlamentar Aliança (PP, Republicanos)                                                        | | | |
| Titulares                                                                                           | Partido (UF)                                                                                        | Suplentes                                                                                           | Partido (UF)                                                                                        |
| Laércio Oliveira                                                                                    | PP-SE                                                                                               | Esperidião Amin                                                                                     | PP-SC                                                                                               |
| Hamilton Mourão                                                                                     | Republicanos-RS                                                                                     | Dr. Hiran                                                                                           | PP-RR                                                                                               |
| Damares Alves                                                                                       | Republicanos-DF                                                                                     | Mecias de Jesus                                                                                     | Republicanos-RR                                                                                     |